# 盖廷
盖廷是葡萄牙阿威罗区的一个堂区。总面积1.76平方公里，总人口1532人，人口密度870.5人/平方公里。